# 290 (số)
290 (hai trăm chín mươi) là một số tự nhiên ngay sau 289 và ngay trước 291.